# Salinenstraße 37 (Bad Kissingen)

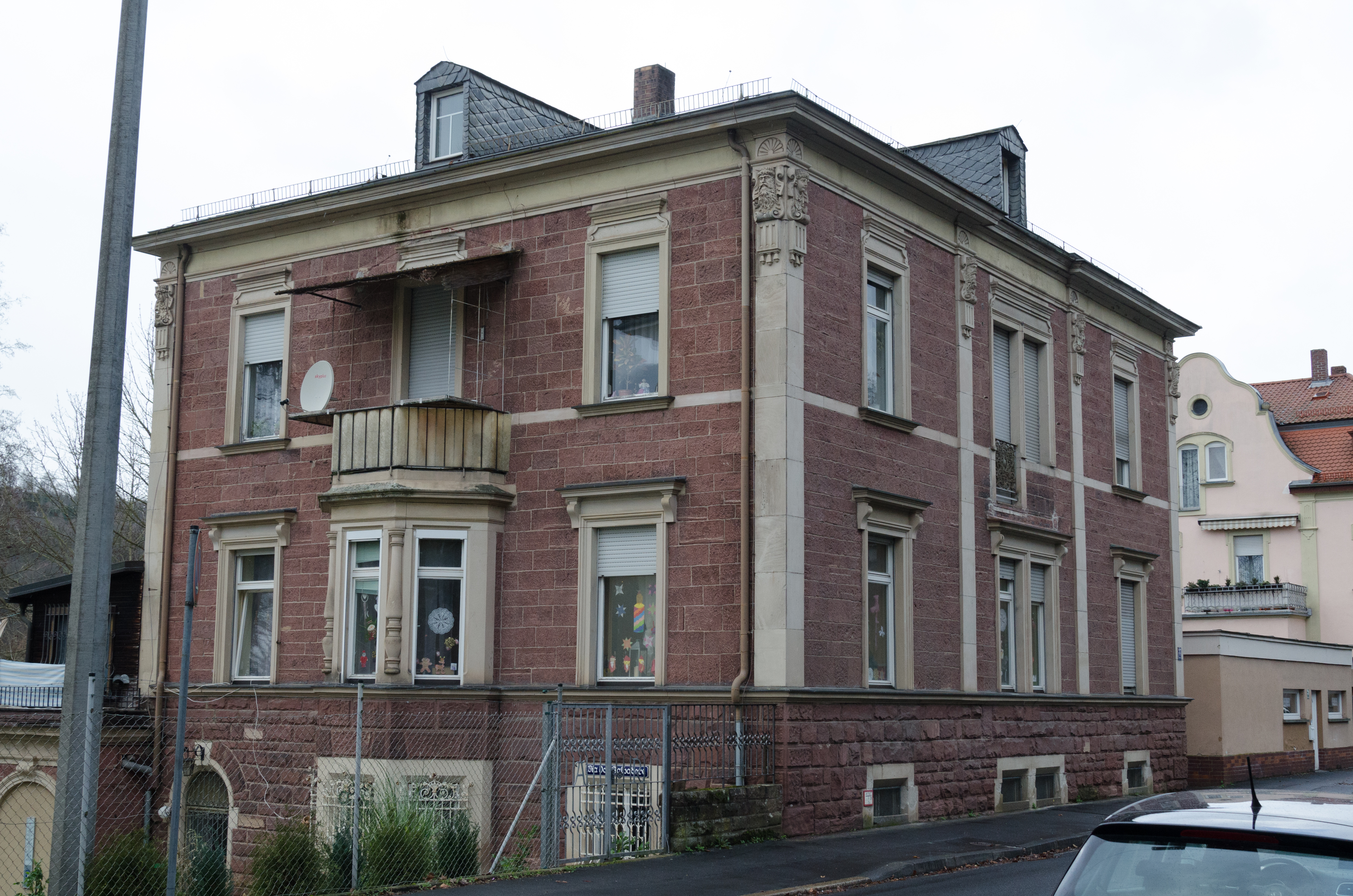
Salinenstraße 37 in Bad Kissingen

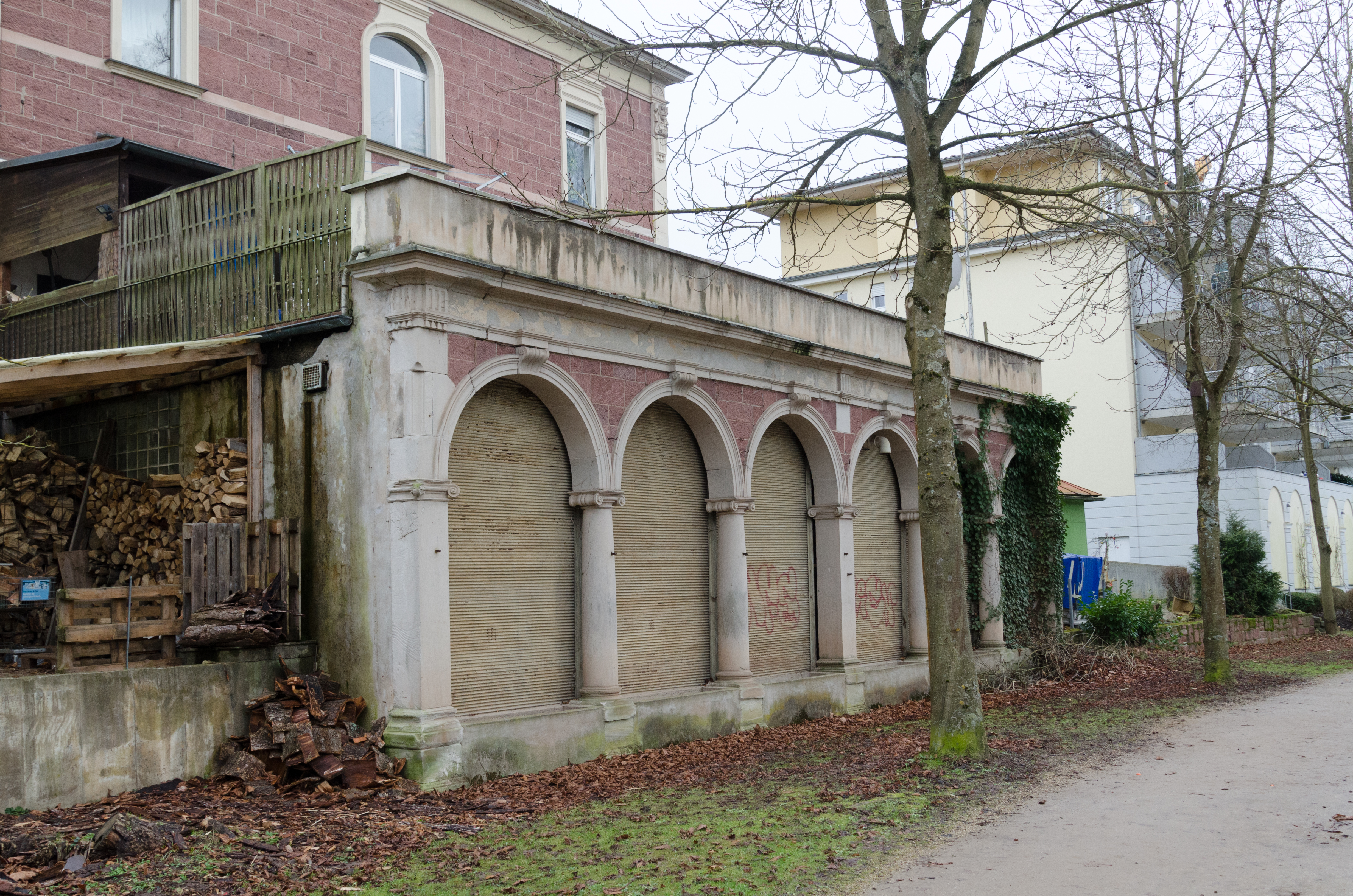
Salinenstraße 37 (Ladenzeile)

Das Anwesen Salinenstraße 37 in der Salinenstraße in Bad Kissingen, der Großen Kreisstadt des unterfränkischen Landkreises Bad Kissingen, gehört zu den Bad Kissinger Baudenkmälern und ist unter der Nummer D-6-72-114-340 in der Bayerischen Denkmalliste registriert.

## Geschichte

### Wohnhaus
Das Wohnhaus wurde im Jahr 1899 vom Bad Kissinger Architekten Carl Krampf im historisierenden Stil errichtet. Bei dem Anwesen handelt es sich um einen zweigeschossigen Rotsandsteinquaderbau mit Walmdach und Grausandsteingliederung. Die betonten Mittelachsen des kubischen Baus sind mit Lisenen versehen, die  über beide Geschosse reichen und  mit frei barockisierenden Ornamenten enden.

### Ladenzeile
Die Ladenzeile entstand im Jahr 1904 als westlicher Anbau mit ionisierender Arkatur hinter dem Wohnhaus zur Salinenpromenade hin. Der mit einer Säulenarkatur instrumentierte Anbau beherbergte ursprünglich ein Antiquitätengeschäft namens „Kunstsalon“.
Zu dieser Zeit entstanden, wie auch in der Salinenstraße 47 (das ehemalige Café Neptun) und der Balthasar-Neumann-Promenade vermehrt Bazarbauten an Promenadenwegen.